# کنسولگری سابق بریتانیا در همدان
کنسولگری انگلیس مربوط به اواخر دوره قاجار - دوره پهلوی است و در همدان، خیابان فرهنگ واقع شده و این اثر در تاریخ ۲۵ اسفند ۱۳۸۰ با شمارهٔ ثبت ۵۰۲۱ به‌عنوان یکی از آثار ملی ایران به ثبت رسیده است.